# Малькольм IV
Малкольм IV (гэльск. Máel Coluim mac Eanric, весна 1141 — 9 декабря 1165) — король Шотландии с 1153 года. В современных ему хрониках именовался Малкольм IV Большая голова(англ. Malcolm IV Cennmor). В других более поздних источниках он назван Малкольм IV Дева (англ. Malcolm IV The Maiden)
Малкольм IV был старшим сыном Генриха Шотландского, 3-го графа Хантингдона, и Ады де Варенн, дочери Вильгельма де Варенн, 2-го графа Суррея и его жены Елизаветы де Вермандуа. В 12-летнем возрасте унаследовал трон после смерти деда, короля Давида I. Подавил несколько восстаний. Укрепил центральную власть. Являлся покровителем церкви.

## Первые годы
Малкольм IV родился весной 1141 года. Анналы Мельрозского монастыря указывают, что к 20 марта 1141 года родился Малькольм. Эта версия отражена в Foundation for Medieval Genealogy, The Peerage и в «Scottish Kings, a Revised Chronology of Scottish History, 1005—1625». В Оксфордском биографическом словаре пишут, что рождение произошло между 23 апреля и 24 мая 1141 года.
12 июня или 13 июня 1152 году умер отец Малькольма принц Генрих и он стал наследником короля Давида I.
Узнав о смерти сына Генриха Давид I приказал юстициарию ярлу Файфа провезти внука Малькольма по королевству, чтобы он принял присягу у населения. А второго внука Вильгельма Давид сопроводил в Ньюкасл, где тому принесла присягу нортумберлендская знать. 24 мая 1153 года умер король Давид I.

## Начало правления
Когда Малкольм IV унаследовал трон после смерти деда, короля Давида I, ему было всего 12 лет. Оксфордский биографический словарь пишет, что хотя у Малькольма не было регента ему помогали править Уолтер Фиц-Алан лорд-стюард Шотландии, Гуго де Морвиль, констебль Шотландии, Вальтер Бидун, канцлер Шотландии, еще 8 светских советников и несколько представителей духовенства.
И уже в 1153 году Малкольму пришлось столкнуться с проблемами — на восточное побережье королевства совершил нападение норвежский флот и разграбил Абердин. В конце 1153 года в Морее вспыхнуло очередное восстание против дома Кринана. Его поднял Дональд сын Малькольма Мак-Хета. Дональда поддержал король Островов Сомерлед. В 1156 году Дональд попал в плен и отправлен в тюрьму в Роксбург. Сомерленд в 1156 году был вовлечен в другую войну и не помог шотландским родичам. Только в 1157 году Малкольм IV смог договориться с восставшими. Их глава Дональд получал свободу и стал мормэром Росса. В 1159 году был заключен мир с Соммерлендом.

## Отношения с Англией
Тем временем изменилась ситуация на южной границе. В 1154 году умер король Англии Стефан Блуаский и по Уоллингфордскому договору 1153 года новым королём стал Генрих II Плантагенет. Он был троюродным братом Малькольма (как и дети Стефана Блуаского).
Став королём Генрих II Плантагенет в 1156 году потребовал вернуть английские владения Нортумбрию и Кумбрию. Эти владения располагались на границе с Шотландией, что вызывало тревогу у Генриха II Плантагенета. Английский король утверждал, что эти земли Давид Шотландский держал как феод от имени Матильды (матери Генриха) и после смерти Давида договор истекал. Малькольм не достиг совершеннолетия и уже был вынужден воевать на северо-западе королевства. В этих условиях Малкольм IV встретился в июле 1157 года с английским королём в Честере. Там Малкольм IV вернул Генриху требуемые земли с замками Ньюкасл, Бамборо и Карлайл, а взамен в виде лена (как правитель владения за границей) получил другую часть наследства своей бабки Матильды — графство Хантингдон. При этом Малькольм сделал оговорку, что вассальная клятва не распространяется на Шотландию.
В январе 1158 года английский и шотландский король вновь встретились в Карлайле. Малькольм ехал на эту встречу желая, чтобы английский король посвятил его в рыцари, но Генрих ему отказал. В апреле или мае 1159 года Малькольм, посетив Роксбург, утвердил избрание нового епископа Сент-Андруса при этом шотландский король отверг притязания архиепископа Йоркского считавшего епископство зависимой от себя территорией. Это было одобрено папой Александром III.
Несмотря на отказ в Карлайле Малькольм в 1159 году принял предложение Генриха II совершить поход на юг. 16 июня 1159 года Малькольм вместе с братом Вильгельмом пересёк Ла-Манш. 24 июня в Пуатье встретился с армией Генриха II. Короли Англии и Шотландии вместе отправились в Южную Францию, где Малькольм принимал участие в осаде Тулузы (июль — сентябрь 1159 года). В результате похода Малькольм был посвящен Генрихом II в рыцари. По одной версии это произошло в 1159 году в Туре, по другой 30 июня 1159 года в Периге, по третьей 23 мая 1160 года в Туре. После похода на Тулузу Малькольм вернулся в Шотландию. Там Феркхард, ярл Стратена и пять других лордов (в том числе Фергюс, князь Галловея) недовольные тем, что Малькольм вместо правления Шотландией отправился в Тулузу, подняли восстание. Заговорщики планировали передать власть брату короля. Восстание началось с попытки лордов напасть на Малькольма в Перте, но он отбил нападение. Малькольм совершил три похода в Галовэй подчинив этот край короне. Вмешательство шотландского духовенства прекратило конфликт. На рождество 1160 года Малькольм устроил пир в Перте, который посетили все важные лица королевства. В 1161 году Малькольм подавил восстание в Морее и посадил там своих людей.

## Покровительство церкви
В правление Малкольма IV в Шотландии шло активное строительство цистерианских, бенедиктинских и клюнийских церквей. Цистерианцы основали монастыри в Мануеле, Купар-Ангусе, Северном Берике, гостеприимный дом в Сутре. Был открыт приорат в Хеддингтоне, получили владения в Экклсе, Колдстриме и Садделле. Клюнийцы основали аббатство в Пейсли. Женский бенедектинский монастырь был открыт в Линклудене.
Малкольм защищал интересы шотландской церкви. Он отверг попытки Йоркского архиепископа её подчинить. Летом 1159 года Малькольм направил епископа Морейского Вильгельма и королевского камергера Николаса к папе римскому. Одной из просьб было предложение сделать Сент-Эндрюское епископство архиепископством. Но папа Адриан IV умер. Ставший в 1159 году папой Александр III активно боролся с императором Фридрихом I Барбароссой который поддерживал «своего папу» Виктора IV. И Александр III и Виктор IV объявили друг друга самозванцами и активно искали союзников в разных странах. В такой ситуации он получил буллу от 29 октября 1159 года в которой Александр провозглашался новым папой. А также письмо от 27 ноября 1159 года. В письме говорилось, что папа не может сделать Сент-Эндрюс архиепископством, но епископ Вильгельм получал полномочия папского легата и его рекомендовали назначить епископом (а не архиепископом) Сент-Эндрюса. Прямое назначение епископа было неприемлемо. В ответ епископом Сент-Эндрюса 13 ноября 1160 года был избран Арнольд, аббат Келсо. А 20 ноября папским легатом в присутствии короля он был рукоположён в Сент-Эндрюсе в епископы. После того как 13 сентября 1162 года Арнольд умер, епископом Сент-Эндрюса был избран капеллан короля Малькольма — Ричард. А 28 октября 1164 года королевский канцлер Инграм был рукоположён Александром III в сан епископа Глазго. Тем самым устанавливалась прямая связь между шотландской церковью и папством, претензии архиепископа Йорка были отклонены.
Малкольм IV, узнав о том, что крестьяне приорства Рестеннет (в Ангусе) покинули церковные земли, приказал им вернуться со своим имуществом. Запретив кому бы то либо им в этом мешать и дав приорству право искать беглецов где бы они не находились.

## Болезнь и смерть
В 1163 году Малкольм IV вместе с братом Давидом посетил Англию. В Донкастере он тяжело заболел и не мог вернутся домой. Почувствовав себя лучше, совершил путешествие до Вудстока, где в июле 1163 года собирался Большой совет. Оксфордский биографический словарь утверждал, что 1 июля 1163 года Малькольм снова признал себя вассалом и передал в заложники своего брата Давида и несколько молодых шотландских дворян. После Вудстока Малькольм вернулся в Шотландию. В 1164 году очередное нападение на Шотландию совершил Сомерлед. Он разграбил Глазго, но в битве при Ренфру был разбит Уолтером Фиц-Аланом (Стюартом) и погиб. На следующий год 9 декабря 1165 года Малкольм IV умер в Джедборо.
Малкольм IV в Анналах Ольстера назван Ценнмор, или «Большая голова». Оксфордский биографический словарь утверждает, что он возможно страдал от сильных болей в голове и ногах, симптомы, которые, с учетом упоминания о его смерти в анналах Ольстера, ряд исследователей трактует как то, что он страдал от болезни Педжета. Утверждают, что перед смертью Малькольм планировал совершить паломничество в Сантьяго-де-Компостела, но не успел. Так же считают, что прозвище «Большая голова» Малькольм III получил у авторов лишь в XIII, а до этого оно применялось лишь к Малкольму IV.

## Семья
Вильям Ньюбургский утверждал, что Малькольм с юности решил сохранить целомудрие. А когда его мать подослала к нему девицу, то уступил той постель, а сам провел ночь на полу. Излагая эту легенду Вильям всячески прославлял этот поступок шотландского короля.
С безбрачием ряд исследователей увязывают и прозвище Малькольма Дева, (англ. the Maiden) интерпретируя его как «девственник».
Другие исследователи утверждают, что у Малькольма был внебрачный сын. Он родился до 1165 года. В честь этого события церковь Инверлетана получила привилегии.